# Igreja do Apóstolo João Evangelista (Campina das Missões)
A Igreja do Apóstolo João Evangelista é um templo da Eparquia da Argentina e América do Sul da Igreja Ortodoxa Russa, localizado em Campina das Missões, Rio Grande do Sul.